# Harutaeographa stenoptera
Harutaeographa stenoptera là một loài bướm đêm trong họ Noctuidae.